# Petrie Prize Lecture
A Petrie Prize Lecture é uma condecoração da Associação dos Astrônomos do Canadá para um astrofísico de destaque. É concedida em memória do astrônomo canadense Robert Methven Petrie.

## Recipientes
- 1970 Alastair Cameron
- 1971 Jesse Leonard Greenstein
- 1971 Carlyle Smith Beals
- 1977 J. Beverly Oke
- 1979 Geoffrey Burbidge
- 1981 Hubert Reeves
- 1983 M.J. Plavec
- 1985 Charles Hard Townes
- 1987 Henry Matthews
- 1989 James Peebles
- 1981 Peter B. Stetson
- 1993 Maarten Schmidt
- 1995 George Herbig
- 1997 Alexei Filippenko
- 1999 Sidney van den Bergh
- 2001 James Gunn
- 2003 Martin Rees
- 2005 Reinhard Genzel
- 2007 Ewine van Dishoeck
- 2009 Scott Tremaine
- 2011 Andrew Fabian
- 2013 Françoise Combes
- 2015 Wendy Freedman